# Tarkio (Misuri)
Tarkio es una ciudad ubicada en el condado de Atchison en el estado estadounidense de Misuri. En el Censo de 2010 tenía una población de 1583 habitantes y una densidad poblacional de 440,66 personas por km².

## Geografía
Tarkio se encuentra ubicada en las coordenadas 40°26′35″N 95°23′1″O / 40.44306, -95.38361. Según la Oficina del Censo de los Estados Unidos, Tarkio tiene una superficie total de 3.59 km², de la cual 3.59 km² corresponden a tierra firme y (0%) 0 km² es agua.

## Demografía
Según el censo de 2010, había 1583 personas residiendo en Tarkio. La densidad de población era de 440,66 hab./km². De los 1583 habitantes, Tarkio estaba compuesto por el 97.85% blancos, el 0.82% eran afroamericanos, el 0.38% eran amerindios, el 0.38% eran asiáticos, el 0% eran isleños del Pacífico, el 0.13% eran de otras razas y el 0.44% pertenecían a dos o más razas. Del total de la población el 1.01% eran hispanos o latinos de cualquier raza.